# Jasmine Social Investments
Jasmine Social Investments — новозеландский частный фонд, специализирующийся на социальном инвестировании (а именно на «инвестициях высокого воздействия») и венчурной филантропии (так называемой «филантропии большого взрыва»). Основными объектами инвестиций фонда являются благотворительные организации и социальные предприятия в развивающихся странах, которые воздействуют на социальную среду и экологию (критерии отбора Jasmine Social Investments несколько похожи на критерии Фонда Мулаго). Jasmine Social Investments основан в 2006 году предпринимателем Сэмом Морганом, в том же году продавшим свою интернет-компанию Trade Me австралийской группе Fairfax Media.
Среди организаций, получивших от Jasmine Social Investments инвестиции или гранты — Root Capital, One Acre Fund, Living Goods, KOMAZA, KickStart International, VisionSpring, Educate Girls, Medic Mobile, Proximity Designs, Bridge International Academies, mothers2mothers и многие другие социальные и благотворительные учреждения Африки, Азии и Латинской Америки. Специалисты фонда изучают потенциальные активы, вкладывают средства и помогают социальным бизнесам выйти на уровень самоокупаемости или прибыльности. Jasmine Social Investments была партнёром новозеландского посольства в ЮАР по доставке гуманитарной помощи в Африку.
Благотворительный оценщик GiveWell охарактеризовал Jasmine Social Investments как «сосредоточенного на воздействии» производителя грантов (наряду с Фондом Билла и Мелинды Гейтс, Фондом Сколла, Фондом Мулаго, Peery Foundation и The Children's Investment Fund Foundation).   